# Antoine Raugel
Antoine Raugel (Strasburgo, 14 febbraio 1999) è un ciclista su strada e ciclocrossista francese che corre per il team amatoriale francese VC Villefranche Beaujolais; è professionista dal 2022.

## Palmarès

### Strada
- 2017 (Juniores)

Campionati francesi, Prova in linea Junior

#### Altri successi
- 2017 (Juniores)

Classifica a punti Internationale Juniorendriedaagse

## Piazzamenti

### Grandi Giri
- Vuelta a España

2022: 115º

### Classiche monumento
- Parigi-Roubaix

2022: 95º
2023: 90º

### Competizioni mondiali
- Campionati del mondo su strada

Bergen 2017 - In linea Junior: 16º
Fiandre 2021 - In linea Under-23: 30º

### Competizioni europee
- Campionati europei di ciclocross

Pontchâteau 2016 - Junior: 5º